# NGC 4145A-1
NGC 4145A-1 (другие обозначения — MCG 7-25-46, ZWG 215.48, KUG 1208+400, A 1208+40, VV 814, PGC 38778) — спиральная галактика (Sd) в созвездии Гончие Псы.
Этот объект не входит в число перечисленных в оригинальной редакции «Нового общего каталога» и был добавлен позднее.